# Birch Bay
Birch Bay is een plaats (census-designated place) in de Amerikaanse staat Washington, en valt bestuurlijk gezien onder Whatcom County.

## Demografie
Bij de volkstelling in 2000 werd het aantal inwoners vastgesteld op 4961.

## Geografie
Volgens het United States Census Bureau beslaat de plaats een oppervlakte van
55,0 km², waarvan 41,0 km² land en 14,0 km² water.

## Plaatsen in de nabije omgeving
De onderstaande figuur toont nabijgelegen plaatsen in een straal van 24 km rond Birch Bay.